# Stronger (What Doesn't Kill You)
«Stronger (What Doesn't Kill You)» —en español: «Más fuerte (lo que no te mata)»— es una canción interpretada por la cantante y compositora estadounidense Kelly Clarkson, incluida en su quinto álbum de estudio Stronger, de 2012. Fue escrita por Ali Tamposi, David Gamson, Greg Kurstin y Jörgen Elofsson, mientras que Brian Kennedy la produjo. Se lanzó oficialmente como el segundo sencillo del disco el 17 de enero de 2012 en las radios de los Estados Unidos. La canción recibió tres nominaciones a los premios Grammy en las categorías de grabación del año, mejor interpretación pop vocal solista y canción del año, pero no ganó ninguna. Según Nielsen SoundScan, hasta marzo de 2013, el sencillo vendió 4 195 000 descargas en los Estados Unidos. Amber Riley, Naya Rivera y Heather Morris interpretaron la canción en el episodio de la tercera temporada  de Glee, titulado "On My Way", que se emitió el 21 de febrero de 2012.

## Antecedentes
Durante una entrevista con la revista American Songwriter, Ali Tamposi, una de las compositoras del tema, explicó que la canción estaba inspirada en la cita del famoso escritor alemán Friedrich Nietzsche («lo que no nos mata nos hace fuertes»), la cual su madre le decía. Aunque Tamposi encontró frases demasiado conciliadoras, ella trabajó con Elofsson durante su período de sesiones de escritura. Más tarde le enviaron la pista a Clarkson durante su sesión de grabación. Antes de su lanzamiento, la intérprete habló con MTV News, donde explicó que:

«[La canción] es como un gran himno de baile. Todo será como un "Since U Been Gone", con la gente saltando para arriba y para abajo, y eso es realmente muy inspirador, así que no puedo esperar para interpretarla».

La cantante también dijo que una de sus canciones favoritas en Stronger, además añadió que es una representación perfecta de su vida. Luego de regresar de unas vacaciones en Tahití, Clarkson se enteró de que cincuenta canciones nuevas suyas habían sido filtradas en Internet, entre ellas «Stronger».

## Impacto cultural

### Uso en los medios
"Stronger" fue utilizado también en las diversas formas de medios de comunicación. Fue utilizado en un anuncio de Toyota Camry 2011 protagonizada por Clarkson cantando la canción con su coestrella Chris Berman, Andrew Zimmern, y James Lipton. Amber Riley, Naya Rivera y Heather Morris interpretó la canción en la tercera temporada episodio de Glee, titulado "On My Way", que se emitió el 21 de febrero de 2012. Raymund Flandez de The Wall Street Journal describió la actuación del trío como "fine, fierce and fabulous." (en español:"bien, feroz y fabuloso."). Su versión de "Stronger", debutó en el Hot 100 en el número 66 en la semana que terminó el 3 de marzo de 2012 como "What Doesn't Kill You (Stronger)". La canción fue utilizada en Suburgatory y fue utilizado en los anuncios de promoción de la segunda temporada de la serie de USA Network Fairly Legal. También fue utilizado en los videojuegos de Harmonix como Rock Band Blitz, Rock Band 3 y Dance Central 3. El 6 de mayo de 2012, un video de algunos de los pacientes y el personal hospitalario de la danza de hematología unidad de oncología de Seattle Children's de la canción fueron subidos en Youtube para representar su lucha contra el cáncer. El video se convirtió en un hit viral y ha sido presentado por Time y CBS News.

## Formatos y canciones
Descarga digital (Edición de Amazon para Reino Unido y Francia)
1. "Stronger (What Doesn't Kill You)" – 3:42
2. "Stronger (What Doesn't Kill You)" (Nicky Romero Radio Mix) – 3:40
3. "Mr. Know It All" (Billionaire Remix) – 3:12
4. "Mr. Know It All" (DJ Kue Remix) – 3:56

Descarga digital – The Remixes EP
1. "Stronger (What Doesn't Kill You)" (Nicky Romero Club Mix) – 5:52
2. "Stronger (What Doesn't Kill You)" (Project 46 Remix) – 5:10
3. "Stronger (What Doesn't Kill You)" (Promise Land Remix) – 6:34
4. "Stronger (What Doesn't Kill You)" (Genetix Remix) – 4:40
5. "Stronger (What Doesn't Kill You)" (Papercha$er Remix) – 6:56
6. "Stronger (What Doesn't Kill You)" (Futurecop! Club Remix) – 5:01
7. "Stronger (What Doesn't Kill You)" (7th Heaven Club Mix) – 7:28
8. "Stronger (What Doesn't Kill You)" (Hotline's Miami Vice Club Remix) – 5:48
9. "Stronger (What Doesn't Kill You)" (Afrojack Remix)(con Pitbull y Lil' Keke) - 4:07

## Posicionamiento en listas

### Semanales
| Alemania          | German Singles Chart      | 27 |
| Australia         | Australian Singles Chart  | 18 |
| Austria           | Austrian Singles Chart    | 8  |
| Bélgica (Flandes) | Ultratop 50               | 25 |
| Bélgica (Valonia) | Ultratip 40               | 1  |
| Canadá            | Canadian Hot 100          | 3  |
| Dinamarca         | Danish Singles Chart      | 8  |
| Escocia           | Scottish Singles Chart    | 5  |
| Eslovaquia        | Radio Top 100 Chart       | 1  |
| España            | Spanish Singles Chart     | 9  |
| Estados Unidos    | Billboard Hot 100         | 1  |
| Estados Unidos    | Pop Songs                 | 1  |
| Estados Unidos    | Digital Songs             | 1  |
| Estados Unidos    | Radio Songs               | 1  |
| Estados Unidos    | Dance/Club Play Songs     | 1  |
| Finlandia         | Finnish Singles Charts    | 10 |
| Francia           | French Singles Chart      | 20 |
| Hungría           | Rádiós Top 40             | 4  |
| Irlanda           | Irish Singles Chart       | 4  |
| Israel            | Media Forest              | 2  |
| Luxemburgo        | Luxembourg Digital Songs  | 5  |
| Nueva Zelanda     | New Zealand Singles Chart | 4  |
| Polonia           | Polish Airplay Top 20     | 1  |
| Países Bajos      | Dutch Top 40              | 59 |
| Reino Unido       | UK Singles Chart          | 8  |
| Suecia            | Swedish Singles Chart     | 30 |
| Suiza             | Swiss Singles Chart       | 18 |

### Certificaciones
| País           | Organismo certificador | Certificación | Unidades certificadas | Ref.   |
| -------------- | ---------------------- | ------------- | --------------------- | ------ |
| Australia      | ARIA                   | 3× Platino    | 210 000               | [ 46 ] |
| Austria        | IFPI — Austria         | Oro           | 15 000                | [ 47 ] |
| Canadá         | CRIA                   | Platino       | 80 000                | [ 48 ] |
| Dinamarca      | IFPI — Dinamarca       | Platino       | 30 000                | [ 49 ] |
| Estados Unidos | RIAA                   | 4× Platino    | 4 000                 | [ 50 ] |
| México         | AMPROFON               | Oro           | 30 000                | [ 51 ] |
| Noruega        | IFPI — Noruega         | Oro           | 5000                  | [ 52 ] |
| Nueva Zelanda  | RIANZ                  | Platino       | 15 000                | [ 53 ] |
| Reino Unido    | BPI                    | Platino       | 600 000               | [ 54 ] |
| Suecia         | GLF                    | Platino       | 40 000                | [ 55 ] |

## Premios y nominaciones
| Año  | Ceremonia de premiación | Premio                                         | Resultado | Ref.   |
| ---- | ----------------------- | ---------------------------------------------- | --------- | ------ |
| 2012 | MuchMusic Video Awards  | Video internacional del año                    | Nominado  | [ 56 ] |
| 2012 | Teen Choice Awards      | Sencillo de artista femenina                   | Nominado  | [ 57 ] |
| 2013 | Grammy Awards           | Premio Grammy a la mejor grabación del año     | Nominado  | [ 58 ] |
| 2013 | Grammy Awards           | Premio Grammy a la canción del año             | Nominado  | [ 58 ] |
| 2013 | Grammy Awards           | Mejor interpretación vocal de pop en solitario | Nominado  | [ 58 ] |

## Créditos y personal
- Voz: Kelly Clarkson.
- Composición: Ali Tamposi, David Gamson, Greg Kurstin y Jörgen Elofsson.
- Producción: Brian Kennedy.
- Producción adicional: Ester Dean, Dante Jones y Dewain Whitmore.
- Grabación: Sean Tallman.
- Mezcla: Serban Ghenea.
- Programación: Brian Kennedy.
- Ingeniería: Dante Jones y Dewain Whitmore.
- Guitarra: Andre Frappier.
- Teclado: Brian Kennedy.

Fuente: Discogs.

### Sucesión en listas
| Predecesor: «Turn Me On» de David Guetta & Nicki Minaj                 | Digital Songs — Sencillo número uno 11 de febrero de 2012 — 25 de febrero de 2012                                            | Sucesor: «We Are Young» de Fun & Janelle Monáe                            |
| Predecesor: «Set Fire to the Rain» de Adele «Part of Me» de Katy Perry | Billboard Hot 100 — Sencillo número uno 18 de febrero de 2012 — 3 de marzo de 2012 10 de marzo de 2012 — 17 de marzo de 2012 | Sucesor: «Part of Me» de Katy Perry «We Are Young» de Fun & Janelle Monáe |
| Predecesor: «Dance On» de Blush                                        | Dance/Club Play Songs — Sencillo número uno 3 de marzo de 2012 — 9 de marzo de 2012                                          | Sucesor: «We Run the Night» de Havana Brown & Pitbull                     |
| Predecesor: «Set Fire to the Rain» de Adele                            | Pop Songs — Sencillo número uno 24 de marzo de 2012 — 21 de abril de 2012                                                    | Sucesor: «Glad You Came» de The Wanted                                    |
| Predecesor: «Set Fire to the Rain» de Adele                            | Radio Songs — Sencillo número uno 7 de abril de 2012 — 21 de abril de 2012                                                   | Sucesor: «We Are Young» de Fun & Janelle Monáe                            |